# Зоммер-Боденбург, Ангела
Ангела Зоммер-Боденбург (нем. Angela Sommer-Bodenburg; род. 18 декабря 1948, Райнбек) — немецкая писательница, известность которой принесла серия детских книг «Маленький вампир», первая из которых появилась в 1979 году.

## Биография
Ангела Зоммер-Боденбург родилась в Райнбеке, Германия. Она получила образование в Гамбургском университете, где изучала педагогику, философию и социологию. После этого, с 1972 по 1984 год она работала в средней школе в Гамбурге. В этот период Ангела Зоммер-Боденбург и написала первую главу книги, принёсшей ей известность, «Маленького вампира»: первоначально в качестве эксперимента, чтобы увидеть, какие виды литературы могут заинтересовать её учеников. Первая книга серии вышла в 1979 году, а уже вскоре начинающая писательница приступила к работе над следующими частями. В 1984 году Зоммер-Боденбург оставила преподавательскую деятельность и целиком посвятила себя литературе. С тех пор она написала более сорока книг, как для детей, так и для взрослых, от сборников стихотворений до романов. При этом «Маленький вампир» разросся до многотомной книжной серии, переведённой более чем на 30 языков и неоднократно экранизированной.
Важный этап работы Ангелы Зоммер-Бранденбург над книжной серией проходил в северо-немецкой деревне Принценмор, которая, как считается, служила писательнице косвенным источником вдохновения. В 1992 году Ангела Зоммер-Боденбург переехала в городок Ранчо Санта-Фе, штат Калифорния, США, а в 2004 году —  в Силвер-Сити, штат Нью-Мексико.

## Издания на русском языке

### Под названием «Мой друг — вампир»
Книги серии приведены в произвольном порядке. 
- Невероятное знакомство : [Пер. с нем. Е. Маркович; Рис. А. Глинке]. - М. : Росмэн : Росмэн-пресс, 2003. - 219 с. : ил.; ISBN 5353012682
- Выселение из склепа : [Пер. с нем. Л. Бучкиной; Рис. А. Глинке]. - М. : Росмэн : Росмэн-пресс, 2003. - 188 с. : ил.; ISBN 5353012690
- Вампирские каникулы : [Пер. с нем. Б. Залесской; Рис. Амели Глинке]. - М. : Росмэн : РОСМЭН-ПРЕСС, 2003. - 184 с. : ил.; ISBN 5-353-01394-8
- Гроб в подарочной бумаге :  М. : Росмэн, 2003. - 190 с. : ил.; ISBN 5-353-01350-6
- Свидания на кладбище : [Пер. с нем. Н. Подольской]. - М. : Росмэн, 2004. - 158 с. : ил.; ISBN 5-353-01481-2

### Под оригинальным названием
- Маленький вампир (книга 1); художник Амели Глинке ; [перевод с нем. П. П. Лемени-Македона]. - Москва : РОСМЭН, 2018. - 157  с. : ил.; ISBN 978-5-353-08940-7
- Маленький вампир переезжает (книга 2) ; художник Амели Глинке ; [перевод с немецкого П. П. Лемени-Македона]. - Москва : РОСМЭН, 2018. - 158  с. : ил.; ISBN 978-5-353-08866-0
- Маленький вампир путешествует (книга 3); художник Амели Глинке ; [пер. с нем. П. П. Лемени-Македона]. - Москва : РОСМЭН, 2019. - 158 с. : ил.; ISBN 978-5-353-09022-9

## Экранизации
- «Маленький вампир» (сериал, 1986 – 1987).
- «Маленький вампир – Новые приключения» (сериал, 1993 – 1994).
- «Вампирёныш» (фильм, 2000).
- «Маленький вампир» (мультфильм, 2017).